# 坪内頼定
坪内 頼定（つぼうち よりさだ、生没年不詳）は、室町時代 / 戦国時代ごろの武将。通称：藤左衛門。本姓は藤原。尾張国松倉城主。

## 経歴
頼定は、加賀国の守護大名・富樫氏の一門衆である富樫基定の子に生まれる。初め富樫頼定を名乗る。加賀国富樫郷に生まれるが尾張国に赴き、犬山織田家初代の伯巖入道こと織田信康に仕え、尾張国葉栗郡に松倉城を築城する。尾張富樫氏の富樫長泰の末裔とされる坪内又五郎以有の婿となり家号を継いで坪内頼定を称す。父の基定も坪内姓を私的に称していたが、それは越前国坂井郡丸岡の坪ノ内に居住したことに由来するもので、頼定が以有の婿になったこととの関係はみられない。

## 坪内氏
藤原利仁流富樫氏族坪内氏は、藤原利仁と輔世王女の息子の藤原叙用の後裔で加賀国守護・安宅の関の関守の富樫左衛門泰家の孫である富樫親泰（庄次郎光忠）の後裔であるこの坪内頼定を始祖とする。尾張坪内氏は尾張富樫氏を先祖に持つとされる。

## 系譜
- 祖父：富樫基光
- 父：富樫基定
- 母：不詳
- 妻：坪内以有娘
  - 男子：坪内友定
  - 男子：坪内為定[注釈 1]
  - 男子：坪内勝定[注釈 1]